# 大学研究协会
大学研究协会（英語：Universities Research Association，简称URA）成立于1965年，是一家非营利性的研究协会，由90所主要研究型大学组成的联盟，其成员主要分布在美国、英国和意大利。

## 目的和任务
URA成立于1965年，由美国总统顾问委员会和国家科学院的管理。其目标是在国家利益下建立和运作物理和生物科学研究设施，以扩大知识前沿，促进创新，并促进未来科学家的培养。
在1965年至2007年期间，URA是美國能源部以及其前身组织的主要负责的机构，负责在伊利诺伊州巴达维亚附近建立和运营费米国立加速器实验室。截至2007年1月1日，费米实验室由费米研究联盟有限责任公司运营，该公司是一家有限责任公司，由两部分组成，大学研究协会（URA）和芝加哥大学。费米实验室是兆電子伏特加速器的所在地，在欧洲核研究组织（CERN）的大型強子對撞機启动之前，一直是世界上最重要的用于基本粒子物理学研究的能量最高的加速器。

## 组织管理
该组织在其理事机构，其成员大学校长理事会的授权下行事。组织事务管理委托给董事会和主席团成员公司。华盛顿特区总部办公室负责协调理事会的活动，负责监督和管理市建局的企业以及与联邦政府，行业和学术界的公司关系。

## 访学计划
URA访问学者计划建立于2007年，旨在支持大学研究协会，公司机构的教师和学生在费米实验室进行长达一年的工作。在URA成员大学的支持下，URA委员会最新的计划延长到2017-2021年。

## 成员列表
下面是URA成员。

### 美国
阿拉巴马州
- 阿拉巴马大学

亚利桑那州
- 亚利桑那州立大学
- 亚利桑那大学

加利福尼亚州
- 加利福尼亚理工学院
- 加州大学伯克利分校
- 加州大学戴维斯分校
- 加利福尼亚大学欧文分校
- 加州大学洛杉矶分校
- 加州大学河滨分校
- 加利福尼亚大学圣迭戈分校
- 加利福尼亚大学圣巴巴拉分校
- 斯坦福大学

科罗拉多州
- 科罗拉多大学博尔德分校
- 科羅拉多州立大學

康涅狄格州
- 耶鲁大学

佛罗里达州
- 佛罗里达州立大学
- 佛罗里达大学

佐治亚州
- 佐治亚理工大学

伊利诺斯州
- 芝加哥大学
- 伊利诺理工学院
- 伊利诺大学芝加哥分校
- 伊利诺伊大学厄巴纳-香槟分校
- 北伊利诺伊大学
- 西北大学
- 南伊利诺伊大学卡本代尔分校

印第安纳州
- 印第安纳大学
- 圣母大学
- 普渡大学

爱荷华州
- 爱荷华州立大学
- 爱荷华大学

堪萨斯州
- 堪薩斯州立大學

肯塔基州
- 肯塔基大学

路易斯安那州
- 路易斯安那州立大学
- 杜兰大学

马里兰州
- 约翰·霍普金斯大学
- 马里兰大学帕克分校

马萨诸塞州
- 波士顿大学
- 哈佛大学
- 麻省理工学院
- 东北大学
- 塔夫茨大学

密歇根州
- 密歇根州立大学
- 密歇根大学
- 韦恩州立大学

明尼苏达州
- 明尼苏达大学

密西西比州
- 密西西比大学

密苏里州
- 圣路易斯华盛顿大学

内布拉斯加州
- 内布拉斯加大学林肯分校

新泽西州
- 普林斯顿大学
- 罗格斯大学

新墨西哥州
- 新墨西哥州立大學
- 新墨西哥大學

纽约州
- 紐約州立大學水牛城分校
- 哥伦比亚大学
- 康奈尔大学
- 罗彻斯特大学
- 洛克菲勒大學
- 石溪大学
- 雪城大学

北卡罗来纳州
- 杜克大学
- 北卡罗来纳大学教堂山分校

俄亥俄州
- 凱斯西儲大學
- 俄亥俄州立大学

俄克拉荷马州
- 俄克拉荷马大学

俄勒冈州
- 俄勒岡大學

宾夕法尼亚州
- 卡内基梅隆大学
- 宾夕法尼亚州立大学
- 宾夕法尼亚大学
- 匹兹堡大学

罗德岛州
- 布朗大学

南卡罗莱纳州
- 南卡羅來納大學

田纳西州
- 田納西大學
- 范德堡大学

德克萨斯州
- 休斯顿大学
- 北德克薩斯大學
- 莱斯大学
- 南方卫理公会大学
- 德州农工大学
- 德克萨斯理工大学
- 德克薩斯大學阿靈頓分校
- 德克萨斯大学奥斯汀分校
- 德克萨斯大学达拉斯分校

弗吉尼亚州
- 弗吉尼亚理工大学
- 弗吉尼亚大学
- 威廉玛丽学院

华盛顿州
- 华盛顿大学

威斯康星州
- 威斯康星大学麦迪逊分校

### 英国
- 伦敦大学学院
- 曼彻斯特大学
- 利物浦大学

- 爱丁堡大学

### 意大利
- 比萨大学

## 又见
- 美国大学协会

- 美国研究型大学列表
- 东南大学研究协会